# Casa al carrer la Selva, 8 (Llançà)
La Casa al carrer la Selva, 8 és una obra de Llançà (Alt Empordà) inclosa a l'Inventari del Patrimoni Arquitectònic de Catalunya.

## Descripció
Situada dins del nucli urbà de la població de Llançà, a escassa distància al sud-est del nucli antic, al carrer de la Selva.
Edifici aïllat amb jardí de planta rectangular, amb la coberta de teula de dues vessants i distribuït en planta baixa i pis. La façana principal, orientada al carrer, presenta obertures d'arc rebaixat a la planta baixa, amb els emmarcaments motllurats i arrebossats. Al pis hi ha quatre balcons exempts amb les llosanes motllurades i les baranes de ferro treballat, al que hi tenen sortida quatre finestrals arrebossats. Damunt dels finestrals hi ha els forats de ventilació de la coberta, decorats. La façana està rematada per una cornisa motllurada que es repeteix a la divisòria entre les dues plantes. De la façana de ponent destaquen les dues obertures lobulades situades al pis superior.
La construcció està arrebossada i pintada de color groguenc.